# Graue Stumpfnase
Die Graue Stumpfnase oder Guizhou-Stumpfnase (Rhinopithecus brelichi) ist eine Primatenart aus der Gruppe der Schlankaffen (Presbytini).
Der Artzusatz im wissenschaftlichen Namen ehrt Henry Brelich, der ein Fell des Tieres von einem chinesischen Jäger erhielt und dieses an Oldfield Thomas weiterleitete.

## Merkmale
Graue Stumpfnasen sind relativ farbenfrohe Primaten. Die Grundfärbung ihres Felles ist graubraun, ein Streifen an der Oberseite des Kopfes ist gelb, ebenso die Brust und die Innenseite der Oberarme. Die Unterseite des Rückens ist grau gefärbt. Die Region um die Augen ist unbehaart und weiß oder hellblau. Wie bei allen Stumpfnasenaffen ist die Nase sehr klein und die Nasenöffnungen ragen nach vorn. Mit durchschnittlich 14 Kilogramm sind Männchen deutlich schwerer als Weibchen, die etwa 8 Kilogramm wiegen.

## Verbreitung und Lebensraum

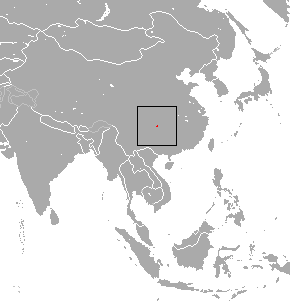
Verbreitungsgebiet der Grauen Stumpfnase

Graue Stumpfnasen sind in China endemisch, sie kommen nur im Bereich des Fanjing-Gebirges in der Provinz Guizhou vor. Lebensraum sind gebirgige Koniferen- oder Mischwälder, sie leben in Höhen zwischen 1500 und 2200 Metern. Sie sind relativ kältetolerant, 5 Monate im Jahr kann die Temperatur unter 0 °C fallen und Schnee ist häufig im Winter.

## Lebensweise
Diese Primaten sind tagaktiv und arboreal, das heißt, sie halten sich meist auf Bäumen auf. Dort bewegen sie sich auf allen vieren oder an den Ästen schwingend fort. Sie leben in Gruppen von 5 bis 10 Tieren, die sich aus einem Männchen, mehreren Weibchen und dem dazugehörigen Nachwuchs zusammensetzen. Daneben gibt es auch reine Männchengruppen, die mit 2 bis 5 Tieren kleiner sind. Mehrere Gruppen schließen sich manchmal zu größeren Verbänden mit bis zu 400 Tieren zusammen.
Sie sind Pflanzenfresser, je nach Jahreszeit nehmen sie Blätter, Knospen, Früchte und Samen zu sich.
Über die Fortpflanzung ist wenig bekannt. Im April oder Mai kommt jeweils ein einzelnes Jungtier zur Welt.

## Bedrohung
Die Grauen Stumpfnasen wurden bejagt, da sie in der Chinesischen Medizin verwendet werden und ihr Fell beliebt war. Die Wilderei stellt bis heute ein Problem dar, größer ist jedoch die Bedrohung durch den Verlust des Lebensraumes aufgrund von Waldrodungen. Heute kommen diese Tiere fast nur mehr im 275 km2 großen Fanjing-Shan-Naturreservat vor. Schätzungen über die Gesamtpopulation belaufen sich auf 800 bis 1200 Tiere, die IUCN listet die Art als stark gefährdet (endangered).

## Belege
1. ↑  Beolens, Watkins & Grayson: The Eponym Dictionary of Mammals. Johns Hopkins University Press, Baltimore 2009, ISBN 978-0-8018-9304-9, S. 55 (Online [PDF]).